# 獵戶座山

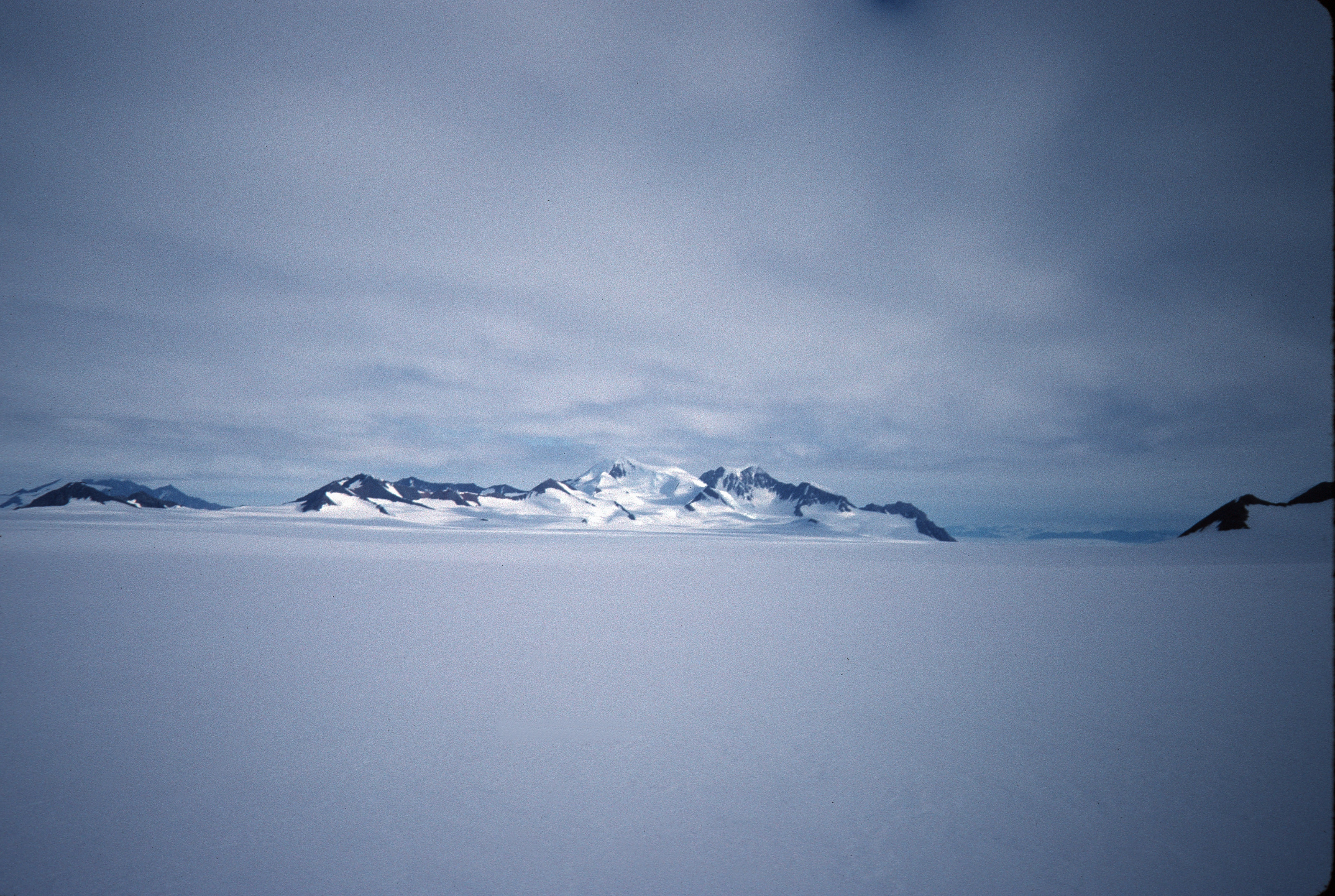

70°23′S 66°47′W / 70.383°S 66.783°W
獵戶座山（英語：Orion Massif），是南極洲的山體，位於帕爾默地，處於天蝎座峰東北面7公里，長26公里，由英國南極名稱諮詢委員會命名，現時由南極條約體系管理。